# Anatella setigera
Anatella setigera är en tvåvingeart som beskrevs av Edwards 1921. Anatella setigera ingår i släktet Anatella och familjen svampmyggor. Arten är reproducerande i Sverige. Inga underarter finns listade i Catalogue of Life.